# Sibusiso Bengu

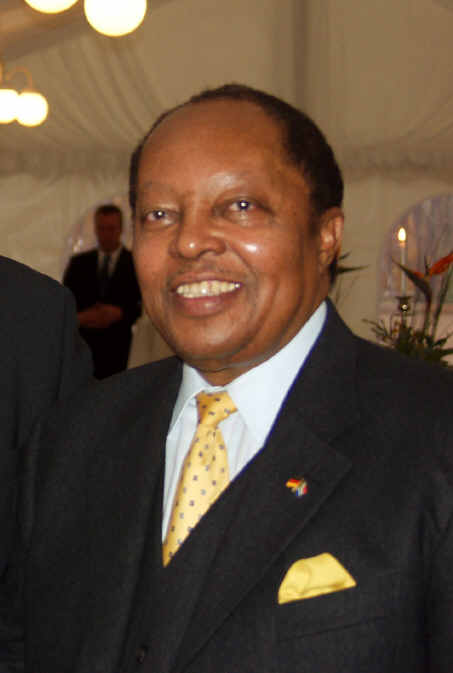
Sibusiso Bengu (2007)

Sibusiso Mandlenkosi Emmanuel Bengu (* 8. Mai 1934 in Kranskop; † 30. Dezember 2024) war ein südafrikanischer Hochschullehrer, Diplomat und Politiker.

## Leben
Bengu wurde in Kranskop in der Provinz Natal als Sohn eines Geistlichen geboren. Seine berufliche Ausbildung begann im Umpumulo Teacher Training College, setzte sich an der University of Zululand, der UNISA sowie an der Universität Genf fort. An der UNISA erwarb Bengu 1966 einen Bachelor (Hons) im Fach Geschichte.
Im Jahr 1952 wurde er Lehrer und gründete 1969 die Dlangezwa High School bei Empangeni, deren Direktor er bis 1976 war. Bengu erlangte 1974 den Ph.D. der Politikwissenschaften am Graduate Institute of International Studies der Universität Genf. Von 1977 bis 1978 leitete er das Department Student Advisory Services an der University of Zululand. Bengu war Generalsekretär der Inkatha Freedom Party. Er geriet jedoch in unüberbrückbare Meinungsschwierigkeiten mit Mangosuthu Buthelezi.
1978 verließ er Südafrika und arbeitete als Sekretär für Forschung und soziales Handeln beim Lutherischen Weltbund in Genf. Während dieses Auslandsaufenthalts befreundete er sich mit Oliver Tambo, der zu dieser Zeit Präsident des African National Congress war. Er kehrte 1991 nach Südafrika zurück und wurde der erste schwarze Rektor einer südafrikanischen Universität, der Universität Fort Hare. Von 1994 bis 1999 war Bengu Bildungsminister im Kabinett Mandela. Von 1999 bis 2003 war er südafrikanischer Botschafter in Deutschland. In diese Zeit fällt die Errichtung des neuen Gebäudes der Südafrikanischen Botschaft in Berlin am Tiergarten und deren Eröffnung.
Er war seit dem 27. Dezember 1961 mit Ethel Funeka Mildred Bengu (geborene Msiki) verheiratet und hinterlässt vier Töchter und einen Sohn.

## Schriften
- African cultural identity and international relations: analysis of Ghanaian and Nigerian sources 1958-1974. (Dissertationsschrift), Shuter & Shooter, Pietermaritzburg, Natal, 1976[5]
- Chasing gods not our own, Shuter & Shooter, Pietermaritzburg, Natal, 1977[6]
- Race and faith in South Africa, 1985
- Address by Professor S M E Bengu, Minister of Education, on the occasion of the debate on the education budget vote in the National Assembly, 21 May 1996, 1996

## Auszeichnungen
- Ehrendoktor der Theologie des Wartburg Theological Seminary in Dubuque (Iowa) (1986)
- Ehrendoktor der Philosophie der Universität Fort Hare (2001)
- Ehrendoktor der Erziehungswissenschaften der Universität KwaZulu-Natal (2009)[7]